# Jezioro Zajęcze
Der Jezioro Zajęcze (Kleiner Heidsee) ist ein See bei Danzig (Gdańsk) auf der Wyspa Portowa („Hafeninsel“) in Polen. Der See liegt nur knapp über dem Meeresspiegel und hat eine Ausdehnung von maximal 60 mal 48 Metern. Er soll vor 3000 Jahren auf der Frischen Nehrung entstanden sein und liegt zwischen Ostsee und Toter Weichsel.

## Geographie
Der See liegt im Wald auf dem Gebiet des Stadtbezirks Stogi (Heubude). Etwa 250 Meter südlich befindet sich der Pusty Staw (Große Heidsee).